# 美国政府Signal群组泄露事件
2025年3月，特朗普政府的高级官员据称无意中将《大西洋月刊》主编傑弗里·戈德堡拉入了一个包含其内阁成员的Signal群组，并在群组中讨论了即将对也门胡塞武装分子采取的机密军事行动。
戈德堡于2025年3月24日在《大西洋月刊》上发表了一篇报道，公开了该事件并详细描述了他如何观察到敏感的军事计划讨论，然而原群组成员之间显然不知道他在群聊中。该事件引发了政府内部对信息安全实践的重大担忧，并促使讨论有关处理敏感国家安全信息的合适流程。
这一美国情报泄密丑闻被一些媒体称作“Signal门”或“群聊门”。

## 背景

### 美国袭击胡塞武装
继2023年10月7日哈马斯对以色列的袭击，也门的胡塞武装也开始对以色列和红海的国际航运船只发动袭击，包括轰炸和摧毁船只、攻击国际船员。在2025年1月上任后，特朗普政府试图就胡塞武装对国际航运线的干扰采取比前任拜登政府更强硬的回应。
以哈战争停火协议于2025年1月19日生效之后，胡塞武装宣布将停止攻击通过红海的船只，然而不包含与以色列有关联的船只。2025年2月以色列阻止援助物资进入加沙，胡塞武装于3月11日恢复了袭击。3月15日，美国发起了又一系列对也门的空袭。

### Signal消息应用程序
据报道，Signal因其强大的安全功能，特别是在2024年中国入侵美国电信系统事件之后，在政府官员和公众中广受欢迎。《政客》报道，该应用程序普遍被认为是公众可用的最安全的即时通讯服务之一。该应用程序采用了多项著名的安全措施，包括默认对所有消息和通话进行端到端加密、最小化的数据收集以及允许消息在预定时间段后消失的阅后即焚功能。
然而有安全专家表示，Signal未获得认证或认可用于讨论机密政府信息，他们很可能使用的是个人设备。不论平台是否加密，外国特工也有潜在可能入侵个人设备，如果用户的设备受到攻击，该应用的安全特性将不能如期运作。用户将其Signal帐户链接到桌面电脑时还存在风险，在桌面端上使用会将数据存储在手机的安全区域以外，这会受到来自系统上的恶意软件威胁。
因为存在记录保留法，美国政府不鼓励将Signal用于公务。五角大楼向各部门发出警告信，注意：根据相关政策，第三方消息应用程序（如Signal）可允许用于非机密的问责或撤回训练，但不得处理或存储非公开的受控非机密信息。这类信息被公布所造成的潜在损害会远小于正在进行的军事行动。

### 相关方昔日评论
有参与该Signal群聊或是在事件后续淡化该泄露事件影响的特朗普政府成员，此前曾因“邮件门”事件批评过希拉里·克林顿：唐纳德·特朗普在2016年表示，克林顿试图“绕过政府安全”并且“在不安全的服务器上收发机密信息，令美国人民的安全受到威胁”。皮特·赫格塞斯在2016年表示，美国的盟友会“担心我们的领导人会因为处理信息方面的重大疏忽或鲁莽行为曝光他们”，而史蒂芬·米勒在2022年表示，由于克林顿使用“不安全”的通信方式，“外国敌对势力可以轻易地实时入侵机密行动和情报”。
其他参与Signal群聊的特朗普政府成员此前也曾强调需要严厉惩罚安全漏洞。图尔西·加巴德在2025年3月14日表示：“任何未经授权泄露机密信息的行为都违反了法律，并将受到相应的处理”，而约翰·拉特克利夫在2019年表示：“不当处理机密信息仍然违反了《间谍法》。”

## 泄露

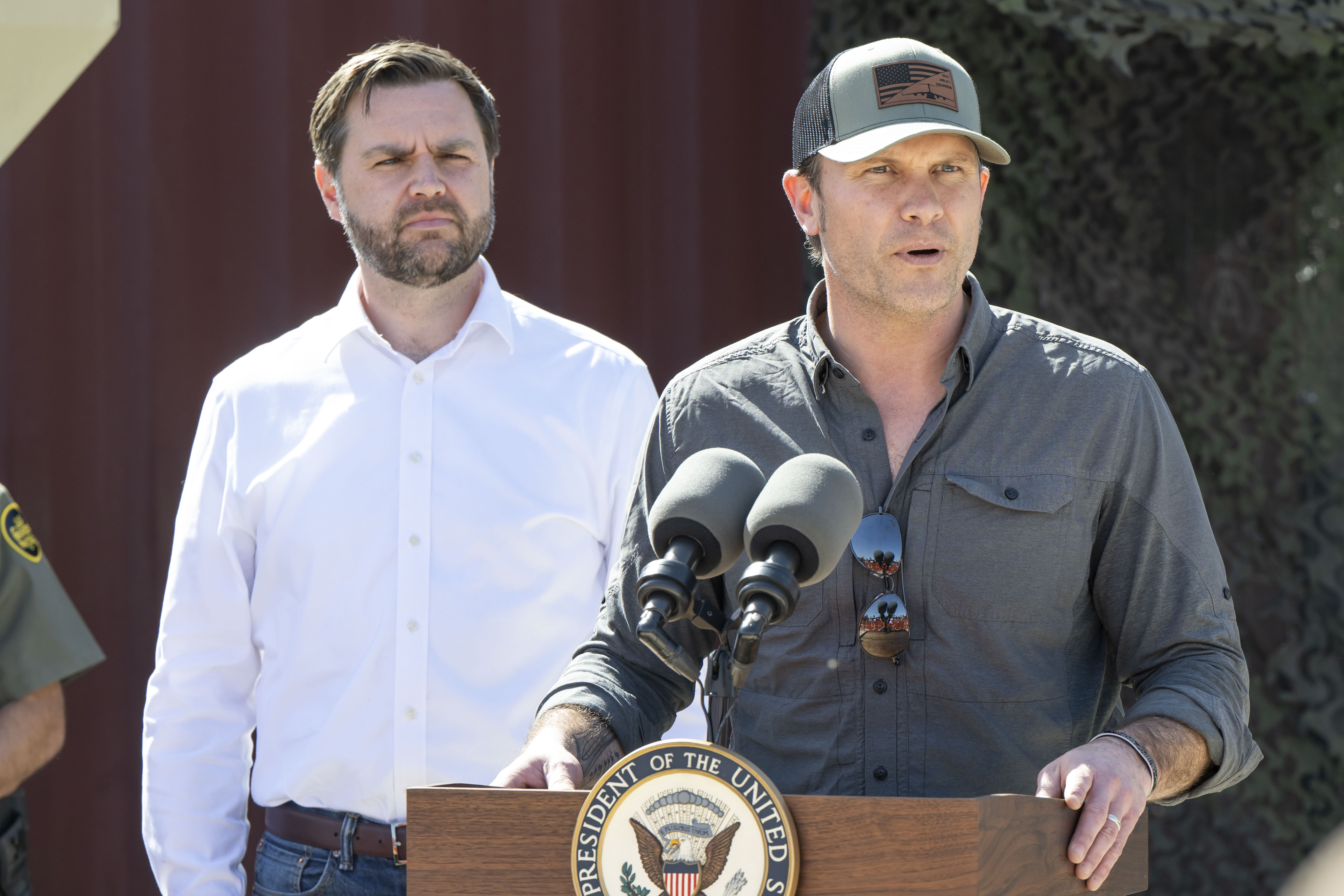
JD·萬斯与皮特·赫格塞斯

美国国家安全顾问迈克·沃尔茨在加密消息应用程序Signal上建立了一个群组会话。2025年3月11日，在创建此群聊期间，沃尔茨意外地向傑弗里·戈德堡（《大西洋月刊》杂志的主编）发送了一个Signal请求，邀请他加入对话。2025年3月13日，戈德堡被添加到一个名为“Houthi PC small group”（胡塞PC小组）的专用Signal群组中，“PC”有可能是指“Principals Committee”（首席委员会），这个术语通常表示高级国家安全官员的开会。在随后的讨论中，据称官员们分享了关于也门计划军事打击的敏感作战细节，包括关于目标、武器系统和打击顺序的具体信息。官员们显然不知道戈德堡在群组中，直至行动已经进行完毕，该群组还进行了行动后的沟通。该小组最初就人员安排进行了沟通，各部门负责人随后指派了代表，以便进行协调。
3月14日，小组中的讨论转向了针对胡塞武装目标的潜在军事行动。被认为是副总统万斯的账户对行动的时机以及与政府信息的协调表示保留，建议推迟一个月。该账户表示：
我不太确定总统是否意识到这件事与他目前在欧洲问题上的立场有多么不一致。还有一个进一步的风险，油价可能会出现中等到严重的飙升。我乐意支持团队的共识，并暂时保留这些担忧。但是，我们完全有理由将此事推迟一个月，以便进行宣传工作，说明其重要性，并评估经济形势等等。——美国副总统JD·万斯（据称）
与赫格塞斯关联的账户回应了立即采取行动的理由，指出推迟会导致包括可能泄露消息的风险，这可能会使政府显得优柔寡断。小组讨论包括关于欧洲在红海航运线中的经济利益以及政府关于与盟友分摊费用的政策的交流，与万斯关联的账户表示“我只是受不了又要去救欧洲。”，而与赫格塞斯关联的账户回复道：“VP：我完全同意您对欧洲搭便车的厌恶。这很可悲。但迈克讲得对，我们是全世界唯一可以做到这一点（在我们这边）的人。”一个据称是斯蒂芬·米勒的账户有效地结束了讨论，称总统已经“亮绿灯”，但希望得到欧洲国家保证为确保航道安全提供资金支持。
美国东部时间（EST）3月15日上午11:44，与赫格塞斯关联的账户分享了戈德堡描述的关于即将到来的打击的详细作战信息，包括目标信息、将要使用的武器系统和攻击顺序。戈德堡表示，这条消息表明打击将在东部时间大约下午1:45开始。
东部时间大约在3月15日下午1:55，戈德堡通过社交媒体报道证实，也门首都萨那发生了爆炸。打击之后，小组成员交换了祝贺消息。与沃尔茨关联的账户将该军事行动描述为“amazing job（干得很棒）”，而其他账户也作出了肯定的回应。据报道，与沃尔茨关联的账户回复了三个emoji：一个拳头、一面美国国旗和一个火焰符号。该emoji组合被中文网民简称为“拳美火”。一位标识为“MAR”，被认为是马可·卢比奥的用户，祝贺“皮特及你们团队！！”，皮特指的是国防部长皮特·赫格塞斯。而与史蒂文·威特科夫关联的账户则发送了一条含有五个emoji的消息作为回应：两只合十状的手、一条拱起肱二头肌的手臂和两面美国国旗。
戈德堡观察了对话但没有参与，最后将自己从群组中移除，这会自动通知群组创建者。他没有收到任何关于他的参与或离开的询问。他后来在2025年3月24日在《大西洋月刊》上发表了一篇文章，讲述了这个群组，揭露了该安全漏洞。他表达了安全专家的担忧，即通过Signal协调国家安全行动可能违反了间谍法。Signal不是经批准用于共享机密信息的政府平台。专家们还对该群聊可能违反联邦记录法表示担忧，该法要求保存关于政府官方业务有关的通信记录，原因是据报道Signal群组被配置为消息在一周或四周后自动删除。记者无意中被纳入该群组可能构成未经授权向没有适当许可的个人披露敏感信息。

## 群组成員

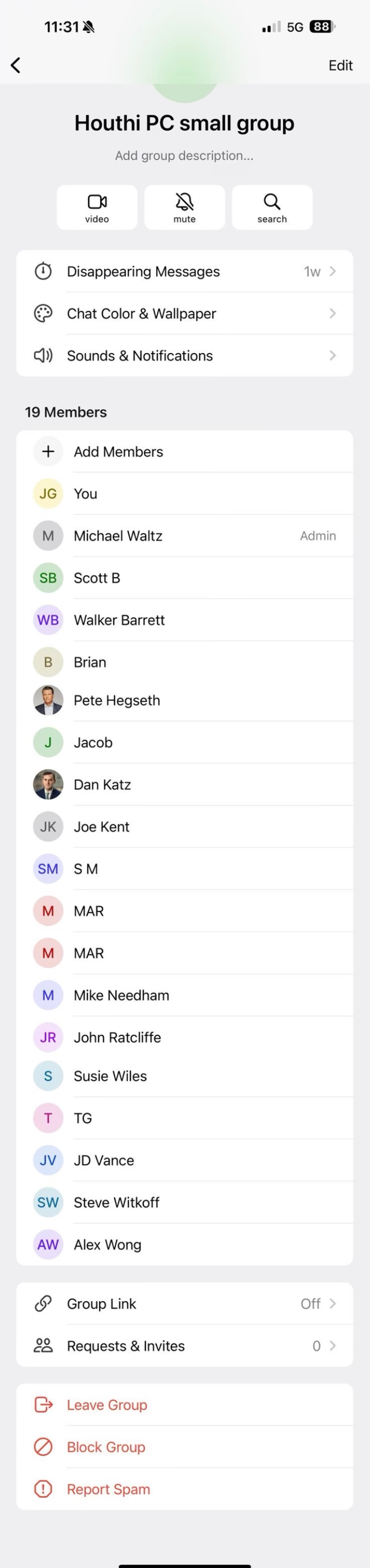
群组成员截图

群組由19名成員組成。出於安全原因，《大西洋月刊》並未透露中情局現役情報官員的姓名，群聊中其餘的18名成員名單如下：
| 姓名            | 身份                                             |
| --------------- | ------------------------------------------------ |
| Walker Barrett  | 推測為迈克·沃尔茨國家安全團隊的高級職員          |
| 斯科特·貝森特   | 美国财政部长                                     |
| 图尔西·加巴德   | 國家情報總監                                     |
| 傑弗里·戈德堡   | 《大西洋雜誌》總編輯（误入）                     |
| 皮特·赫格塞斯   | 美国国防部长                                     |
| Dan Katz        | 美国财政部幕僚長                                 |
| 喬·肯特         | 國家情報總監代理幕僚長、國家反恐中心主任被提名人 |
| "Jacob"         | 身份不明                                         |
| Brian McCormack | 美国国家安全委员会幕僚長                         |
| 史蒂芬·米勒     | 白宮政策副幕僚長                                 |
| 邁克爾·尼達姆   | 美国国务院外交政策議題特別顧問                   |
| 约翰·拉特克利夫 | 中央情報局局長                                   |
| 馬可·魯比奧     | 美国国务卿                                       |
| 蘇西·威爾斯     | 白宮幕僚長                                       |
| 史蒂文·威特科夫 | 美國中東問題特使                                 |
| 迈克·沃尔茨     | 國家安全顧問                                     |
| 黃之瀚          | 首席副國家安全顧問                               |
| JD·萬斯         | 美国副总统                                       |

## 各方反應

### 行政部門
2025年3月24日，《大西洋月刊》的报道发表之后，美国国家安全委员会发言人布赖恩·休斯发表声明，证实该群组属实，并表示他们正在“审查一个意外的号码是如何被添加到群中的”。休斯描述该会话体现了“高级官员之间政策协调的深入且周到”，并称该事件“未对部队及国家安全构成威胁”。
美国国防部长皮特·赫格塞斯在夏威夷珍珠港-希卡姆联合基地降落后否认用群组消息讨论过作战计划。
美国白宮新聞秘書卡羅琳·萊維特表示特朗普對國安團隊「保持充分信心」。
文章发布后的两小时，美国总统特朗普在与路易斯安那州州长杰夫·兰德里一同发表讲话时，首次被直接问及此事，他最初表示自己不了解该事件。次日，3月25日，在接受NBC新闻的电话采访时，特朗普称“电话里的号码是因为迈克尔（沃尔茨）的一个下属。有工作人员把他的号码放在到了里面”，意在表明他对沃尔茨的信心。
万斯的通讯主管威廉·马丁发表声明，申明“副总统万斯明确支持本届政府的外交政策”，并且“总统和副总统就此事进行了后续对话，意见完全达成一致”。
据政府内部不具名消息人士透露，该事件引起了重大的内部担忧，多位政府官员对安全漏洞表示震惊。有人猜测可能会引致解职。有其他官员表示，Signal在整个政府部门被广泛用于通讯，是次事件引发内部讨论实施新的内部通讯指南或规则。然没有立即迹象表明特朗普计划因此事解雇任何官员。
3月25日，在白宫与美国大使候选人举行的一次活动中，沃尔茨否认与戈德堡有过任何互动，称“至于这个人，我从来没见过，不认识，也没跟他交流过。”特朗普后来评论道，“我觉得他不需要道歉。我觉得他已经尽力了。”
5月1日，邁克·沃爾茨不再擔任总统国家安全事务助理，黃之瀚不再擔任美国副国家安全顾问。

### 國會質疑
- 眾議院民主黨領袖哈基姆·傑弗里斯要求召開聽證會，批評此事件為魯莽的國安漏洞。
- 參議院軍事委員會主席羅傑·威克表示將跨黨派調查。
- 參議員譚美·達克沃斯直指赫格塞斯為史上最不適任防長。[25]

### 國際反應
歐洲官員匿名批評美方「輕率」與「揶揄盟友」，加拿大總理馬克·卡尼表示需強化自主防衛能力。

## 後續發展

### 参议院情报委员会听证会
參議院情報委員會於3月25日召開年度全球威脅聽證會，共和黨議員表示將在機密會議階段追查此事。

### 《大西洋》雜誌發表第二篇報導
3月26日，作為對皮特·赫格塞斯否認他在群組內分享空襲計劃的回應，戈德堡發表了除了和CIA有關的所有群組對話紀錄的報導。該報導顯示赫格塞斯在群組內分享了美軍的空襲目標、時間和機種。

### 情报官员的其他安全过失
2025年3月26日，德国《明镜周刊》报道，称他们能在互联网上找到一些群组成员（包括加巴德、赫格塞斯和沃尔茨）的私人联系方式与密码。《明镜》没有公布这些信息，而是将调查结果告知了受影响的人员以及美国国防部。同日，《连线》杂志报道称，沃尔茨的Venmo账户对公众开放，并且与包括蘇西·威爾斯和国家安全委员会工作人员Walker Barrett在内的数百人有关联。安全专家告诉《连线》，这些关联信息有可能为外国行动人员所利用。在该报道发布后不久，沃尔茨的账户就被设为了私密。